# Tympanys
Timpanys est une localité de la région du Southland située dans l’Île du Sud de la Nouvelle-Zélande

## Situation
Elle est localisée dans une zone rurale à l’est de la cité d’ Invercargill et est sur le trajet de la Southern Scenic Route (en) entre la ville de  Waimatua  et celle de  Mokotua. 
La ville de Rimu est vers le nord et le lagon de Waituna (en) et le promontoire de Tiwai (en) sont situés vers le sud.

## Chemin de fer
Le 16 janvier 1888, une extension de la branche de Seaward Bush (en) fut ouverte à partir de la ville de Waimatua en direction de Mokotua; 
La station au niveau de Timpanys, le seul arrêt intermédiaire sur cette section et était localisée à 16,91 km à partir d’Invercargill par rail.
La ligne fut initialement ouverte en direction de la ville de Tokanui en 1911.
Les passagers à partir de Timpanys étaient emmenés par des trains mixtes (en), et la profitabilité de ligne décroissant, ces services furent limités pour ne fonctionner qu’une fois par semaine.
Les trains de marchandises fonctionnaient les autres jours, et devinrent les seuls services assurés à travers la ville de Timpanys, quand les trains mixtes furent complètement arrêtés à partir du 1er juin 1960.
La ligne, toutefois, ne retrouva pas sa profitabilité mais fut fermée le 31 mars 1966.
Certains de ses ballast peuvent toujours être aperçus dans la proximité de la ville de Timpanys .